# Wilhelm von Bismarck
Pour les articles homonymes, voir Bismarck.
Wilhelm comte von Bismarck-Schönhausen (né le 1er août 1852 à Francfort-sur-le-Main; mort le 30 mars 1901 à Varzin, Province de Poméranie) était un homme politique allemand, fils d'Otto von Bismarck et haut président de la province de Prusse-Orientale.

## Biographie
Il est le plus jeune fils du chancelier allemand Otto von Bismarck et de Johanna von Puttkamer. Il épousa le 6 juillet 1885 au château de Kröchlendorff sa cousine Sibylle von Arnim (1864–1945), fille d'Oskar von Arnim-Kröchlendorff et de sa tante Malwine von Bismarck-Schönhausen.
Après ses études de droit à Bonn et à Berlin, il débute en tant que magistrat à la chancellerie, puis il devient gouverneur d'Alsace-Lorraine. Ensuite il devient conseiller ministériel, puis administrateur (de) de l'arrondissement d'Hanau (de). En 1889 il est nommé président du district de Hanovre (de) puis, en 1895, haut président de la province de Prusse-Orientale.
Il fait partie de 1878 à 1881 du « Deutschen Reichspartei », une faction du parti conservateur libre au Reichstag. Ensuite il est élu député à la Chambre des représentants de Prusse de 1882 à 1885. Il est surtout impliqué dans les problèmes liés à l'agriculture.
Il était membre actif du Corps Borussia Bonn, et y resta attaché toute sa vie.